# 18116 Prato
18116 Prato este un asteroid din centura principală de asteroizi.

## Descriere
18116 Prato este un asteroid din centura principală de asteroizi. A fost descoperit pe 5 iulie 2000 la Stația Anderson Mesa în cadrul programului LONEOS. El prezintă o orbită caracterizată de o semiaxă mare de 2,27 ua, o excentricitate de 0,18 și o înclinație de 5,1° în raport cu ecliptica.